# Йоффе, Алиса Даниловна
Алиса Даниловна Йоффе (англ. Alisa Yoffe; род. 1987 году, в Ташкенте) — российская художница.

## Биография
Родилась в 1987 в Ташкенте (УзССР).
В 2005—2007 годах посещала «Свободные мастерские» при ММСИ, мастерская Юрия Шабельникова.
В 2007—2008 годах обучалась в Институте проблем современного искусства, Москва.
C 2008 по 2009 год участвовала в семинарах Анатолия Осмоловского.
В 2015 году журнал Forbes назвал её одним из самых перспективных молодых художников России.
В 2015 году создала обложку для альбома «Песни для Маргериты Кагол» группы «Панк-Фракция Красных Бригад».
В 2018 году вошла в Российский инвестиционный художественный рейтинг 49ART.
С 2017 по 2019 год сотрудничала с модным брендом COMME des GARÇONS. Также работала с брендами Maison Margiela, Cartier, Bonne Suits и Virronen.
В 2019 году выступила в качестве автора обложки книги «Moscow Light» фотографа Игоря Мухина.
В 2020 году газета The Art Newspaper Russia при участии экспертов и жюри составила рейтинг молодого искусства России. Алиса Йоффе вошла в топ-50 самых перспективных художников, заняв 4 место. В этом же году сайт Афиша Daily включил её в десятку главных молодых художников России
Участвовала в ярмарках современного искусства COSMOSCOW, SAM FAIR, DA!MOSCOW Fair и blazar.
В настоящее время художница живёт и работает в Тбилиси (Грузия).

## Работы находятся в коллекциях
- Третьяковская галерея
- Фонд V-A-C

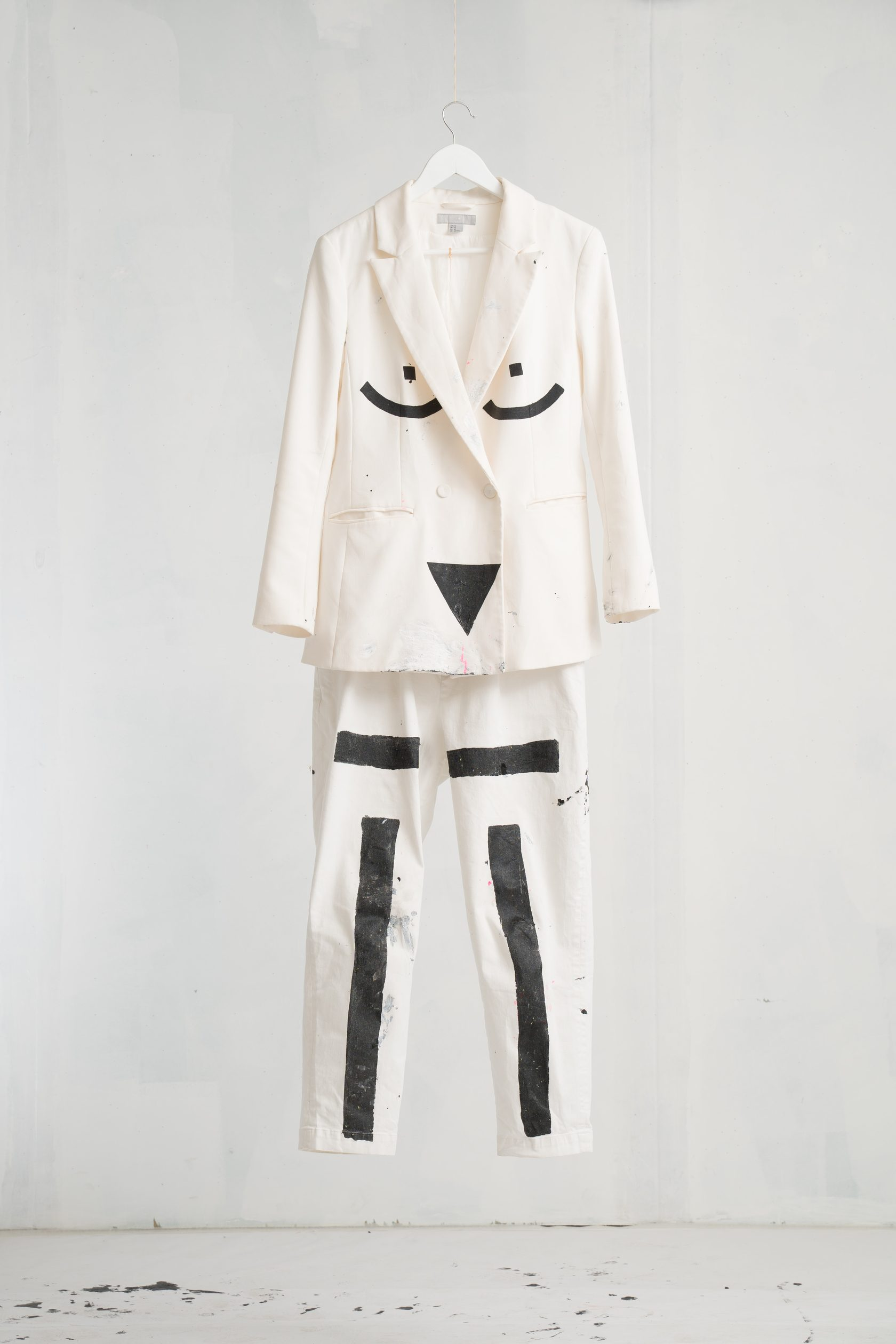
Супрематическая обнаженная, 2019

- Пермский музей современного искусства
- Stella Art Foundation
- Фонд Владимира Смирнова и Константина Сорокина
- Еврейский музей и центр толерантности
- Horvath Art Foundation
- Phoenix Art Museum
- Klaipėda Culture Communication Centre
- Коллекция Романа Абрамовича
- Коллекция Симона Мраза
- Коллекция Александра Погорельского
- Коллекция Романа Бабичева
- Коллекция Александра Добровинского
- Коллекция Светланы Басковой
- Коллекция Белы Хорвата
- Коллекция Рема Колхаса
- Коллекция Арсена Готлиба
- Коллекция Hedy d’Ancona
- Коллекция Uli Sigg
- Коллекция Bruno Ninaber van Eyben
- Коллекция Жана Ив Ланвана

## Награды и отличия
- Стипендия Фонда Иосифа Бродского (2017)[10]
- Премия им. Демьяна Бедного в номинации «Левая перспектива» (2021)[11][12]

## Персональные выставки

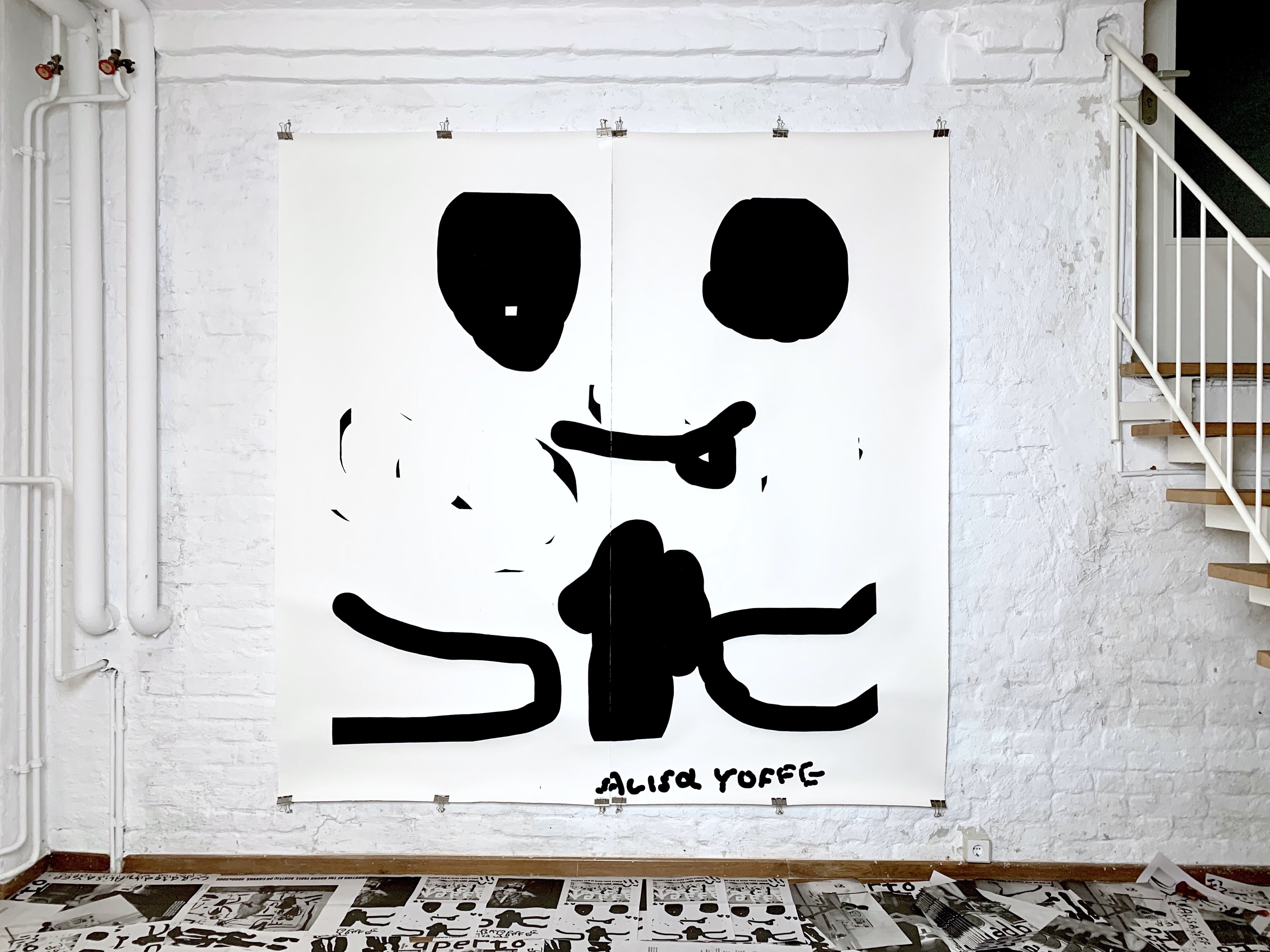
Aperto Raum curated by Alisa Yoffe, 2019

- 2022 — No war, акция у Парламента Грузии, Тбилиси
- 2022 — Клетка, ЦТИ Фабрика, Москва
- 2021 — Случай, ЦТИ Фабрика, Москва
- 2021 — Пенисы, ЦТИ Фабрика, Москва
- 2021 — Лента новостей, ЦТИ Фабрика, Москва
- 2021 — Арестованные протестующие в Центре временного задержания иностранных граждан в Сахарово, Новая Москва, ЦТИ Фабрика, Москва
- 2020 — Таманский дневник, Фонд искусств «Голубицкое», станица Голубицкая
- 2019 — Адрес? Галерея FUTURO, Нижний Новгород
- 2019 — Curated by Alisa Yoffe. Aperto Raum, Berlin
- 2019 — Alisa Yoffe. Галерея «Триумф», Москва
- 2019 — Solo show, a-s-t-r-a project, Москва

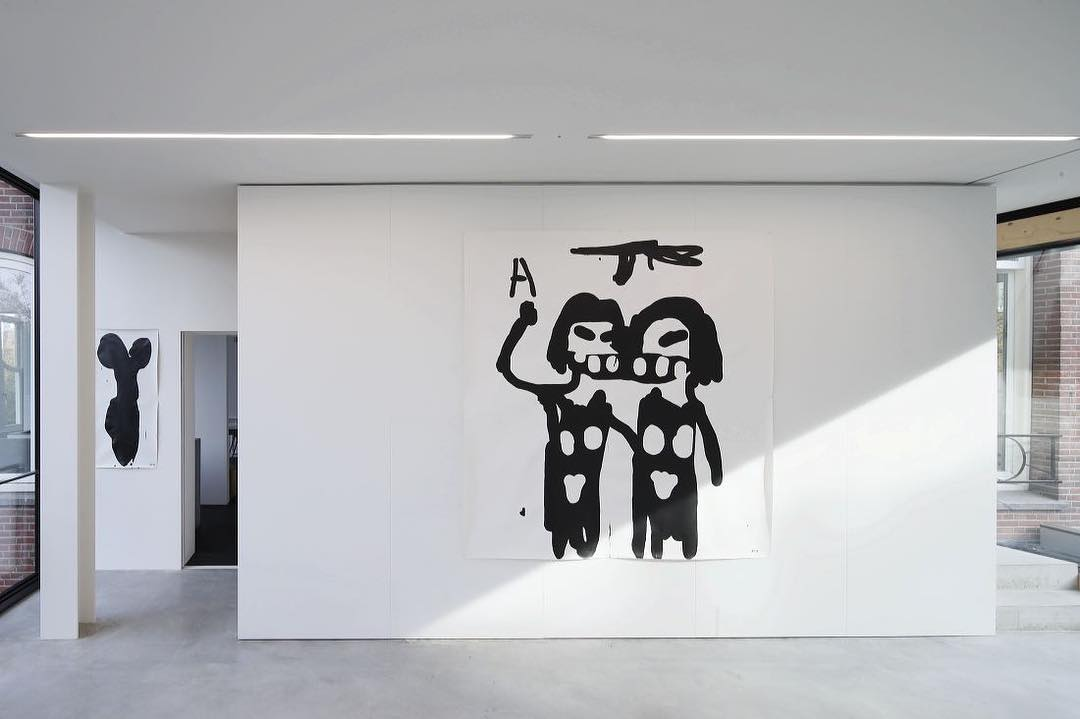
All girl to the front! 2018

- 2019 — Вольные цифровые копии избранных работ из коллекции Третьяковской галереи. Галерея сцена/szena, Москва
- 2018 — All girl to the front! Eenwerk gallery, Amsterdam[13]
- 2018 — Под мостовой — пляж! Фонд Владимира Смирнова и Константина Сорокина, Москва
- 2017 — Ярость. ART4.RU, Москва.
- 2016 — Rough History. Växjö konsthall, Växjö
- 2016 — Беспредел. ВЦСИ, Воронеж[14]
- 2015 — Атакуй буржуазию! Галерея «Треугольник», Москва
- 2015 — Пощечина общественному вкусу. KOP студия, Москва
- 2015 — Пусть средний класс думает, что нам ничего прекрасного недоступно. Резиденция Симона Мраза, Москва
- 2015 — Декларация. Центр имени Мейерхольда, Москва
- 2014 — Панк-фракция 2. Галерея «Триумф», Москва.
- 2013 — Я хочу есть твоим ртом. Культурный центр ЗИЛ & Azarnova Gallery. Параллельная программа 5-й Московской Биеннале Современного Искусства
- 2010 — Абстракция и реализм. Винзавод, Москва
- 2010 — Superweiss. Галерея Марата Гельмана, Москва
- 2008 — Красный угол. Галерея «Ru.Литвин», Культурный центр АРТСтрелка, Москва

## Групповые выставки

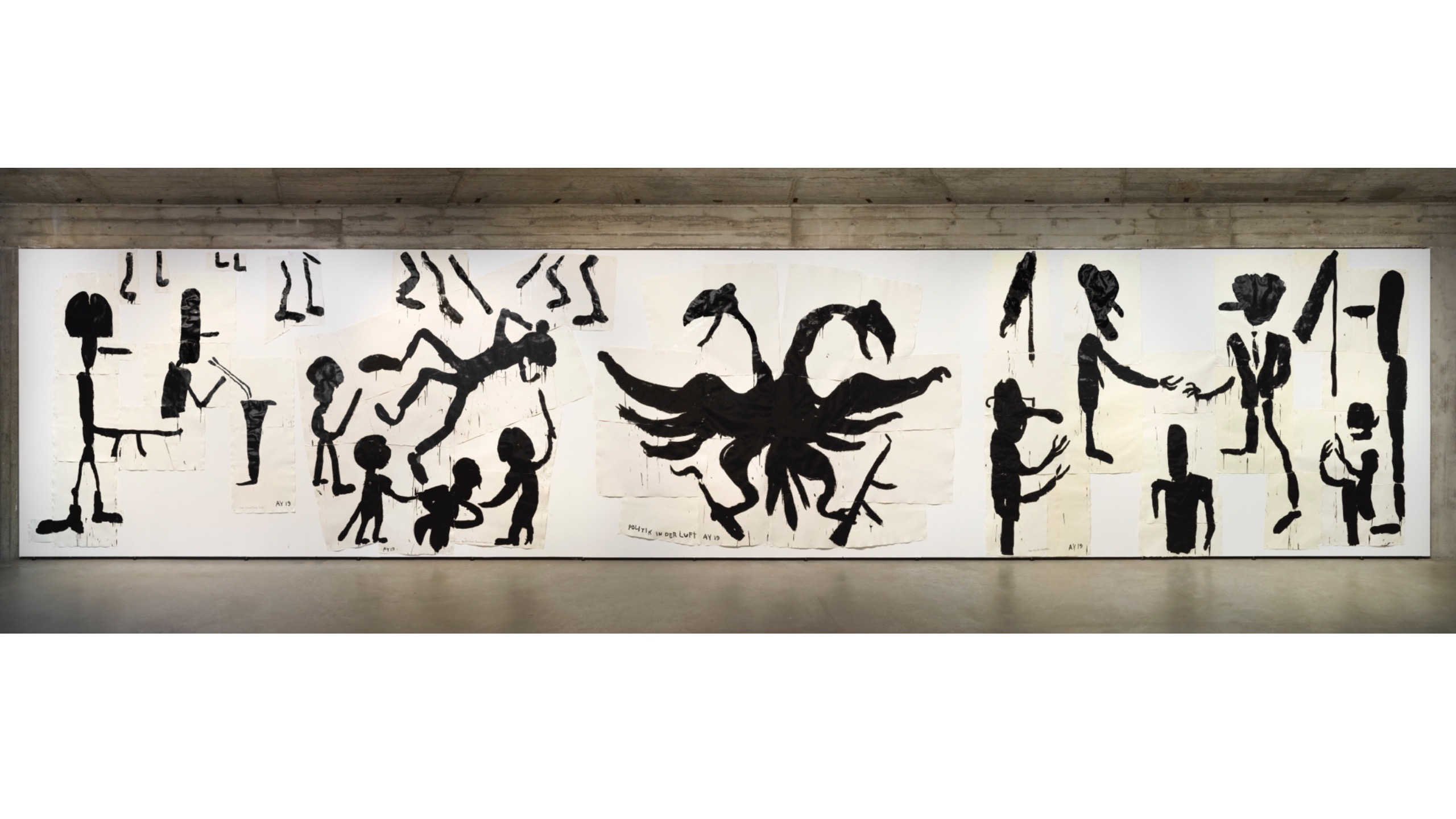
What beauty is, I know not, сurated by Kasper König, 2019

- 2020 — My Perversion Is the Belief in True Love, PoriArt Museum, Pori, Finland
- 2020 — Поколение XXI. Дар Владимира Смирнова и Константина Сорокина, Третьяковская Галерея, Москва
- 2020 — Чрезвычайное положение, Галерея «Триумф», Москва
- 2019 — What beauty is, I know not. König Gallery, Berlin[15]
- 2019 — Московский концептуализм. Связь. Artplay Media, Москва
- 2019 — Философия общего дела. Глоссарий. Галерея ГУМ-Red-Line, Москва
- 2018 — Collecting Russian. 38 A Gallery, Budapest
- 2018 — Йоффе vs. Чтак: Наоборот. Галерея «Треугольник», Москва
- 2018 — Простые числа. 8-я Ташкентская биеннале современного искусства. Международный Караван-Сарай культуры им. Икуо Хираямы, Ташкент, Узбекистан
- 2018 — Школа без центра *Москва. Московский музей современного искусства
- 2018 — ТЕКСТиль. Дом Гоголя (новое крыло), Москва
- 2018 — Highlights. Музей Парка Горького, Москва

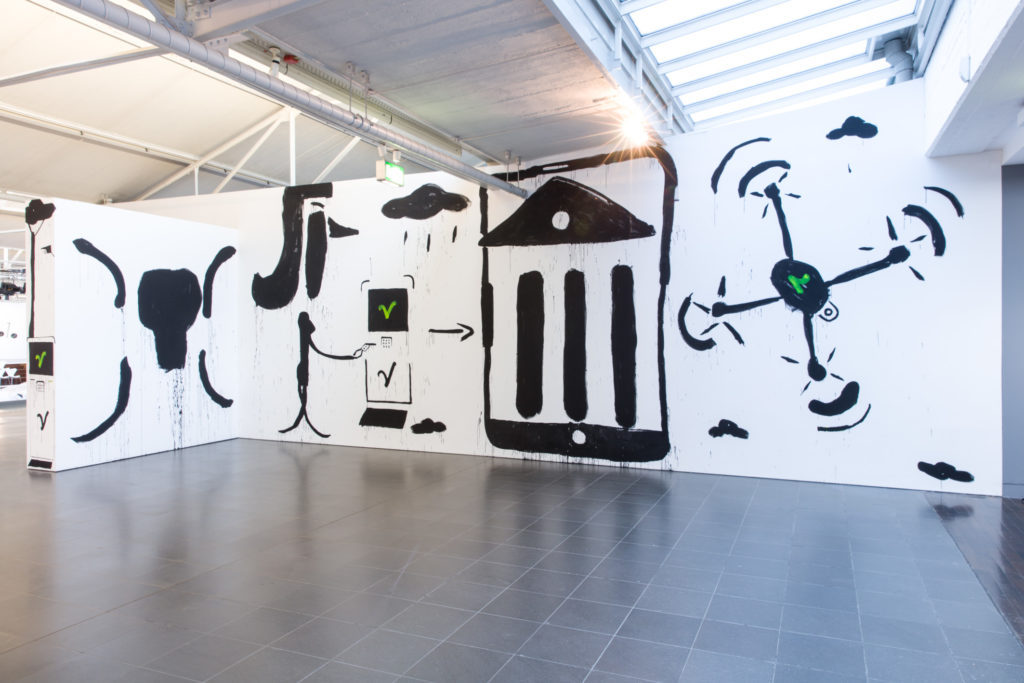
Dis/oder, 2017

- 2018 — Смерть есть. Зверевский центр современного искусства, Москва
- 2017 — Inconvenient Questions: Contemporary Art from Russia. Tartu Art Museum[16]
- 2017 — Искусство действия. Триеннале российского современного искусства. Музей современного искусства «Гараж», Москва[17]
- 2017 — Dis/Order. Ludwig Forum, Aachen, Germany
- 2016 — Проекты художников. Фестиваль «Медиаудар». ЦТИ «Фабрика», Москва
- 2016 — Только неофициальный язык. Винзавод, Москва[18]
- 2016 — Монстрация. VLADEY Space, Москва
- 2016 — Дистанция. ЦСИ «Заря», Владивосток
- 2015 — Истории двух городов. Московский музей современного искусства
- 2015 — Tales of 2 Cities. Jüdisches Museum, Wien, Austria
- 2015 — Алиса Йоффе vs Давид Тер-Оганьян. Противостояние. Зверевский центр современного искусства, Москва.
- 2015 — Примирение Здесь! Параллельная программа 7-й Московской биеннале современного искусства. Галерея «Здесь на Таганке», Москва
- 2015 — Её. ЦСИ «Заря», Владивосток
- 2015 — Места для манёвра: между абстракцией и аккумуляцией. 3-я Уральская индустриальная биеннале современного искусства. Гостиница «Исеть», Екатеринбург[19]
- 2014 — Полупроводники. 4-я Московская международная биеннале молодого искусства. Stella Art Foundation[20]
- 2014 — Говорит Москва. Фонд культуры «Екатерина», Москва
- 2014 — Когда подозрения становятся нормой. ЦТИ «Фабрика», Москва
- 2014 — Die Tusovka Runde. Галерея «Солянка», Москва
- 2013 — Lost in Translation, Universita Ca’Foscari. Collateral Event of 55th International Art Exhibition — la Biennale di Venezia
- 2013 — Ничего подобного. 5-я Московская биеннале современного искусства. Музей Москвы
- 2012 — Президиум ложных калькуляций. Музей предпринимателей, меценатов и благотворителей, Москва
- 2010 — От противного. Винзавод, Москва
- 2010 — Aesthetics vs Information. Klaipėda CCC, Klaipėda
- 2010 — Предельно\Конкретно. Пермский музей современного искусства
- 2009 — Мавзолей бунта. Stella Art Foundation, Москва
- 2009 — Рукоделие. галерея «Проун», Москва
- 2009 — Второй диалог. Галерея искусств Зураба Церетели, Москва
- 2009 — MEGAZINE, виртуальный проект[21]
- 2008 — Яблоки падают одновременно в разных садах. Винзавод, Москва

## Галерея

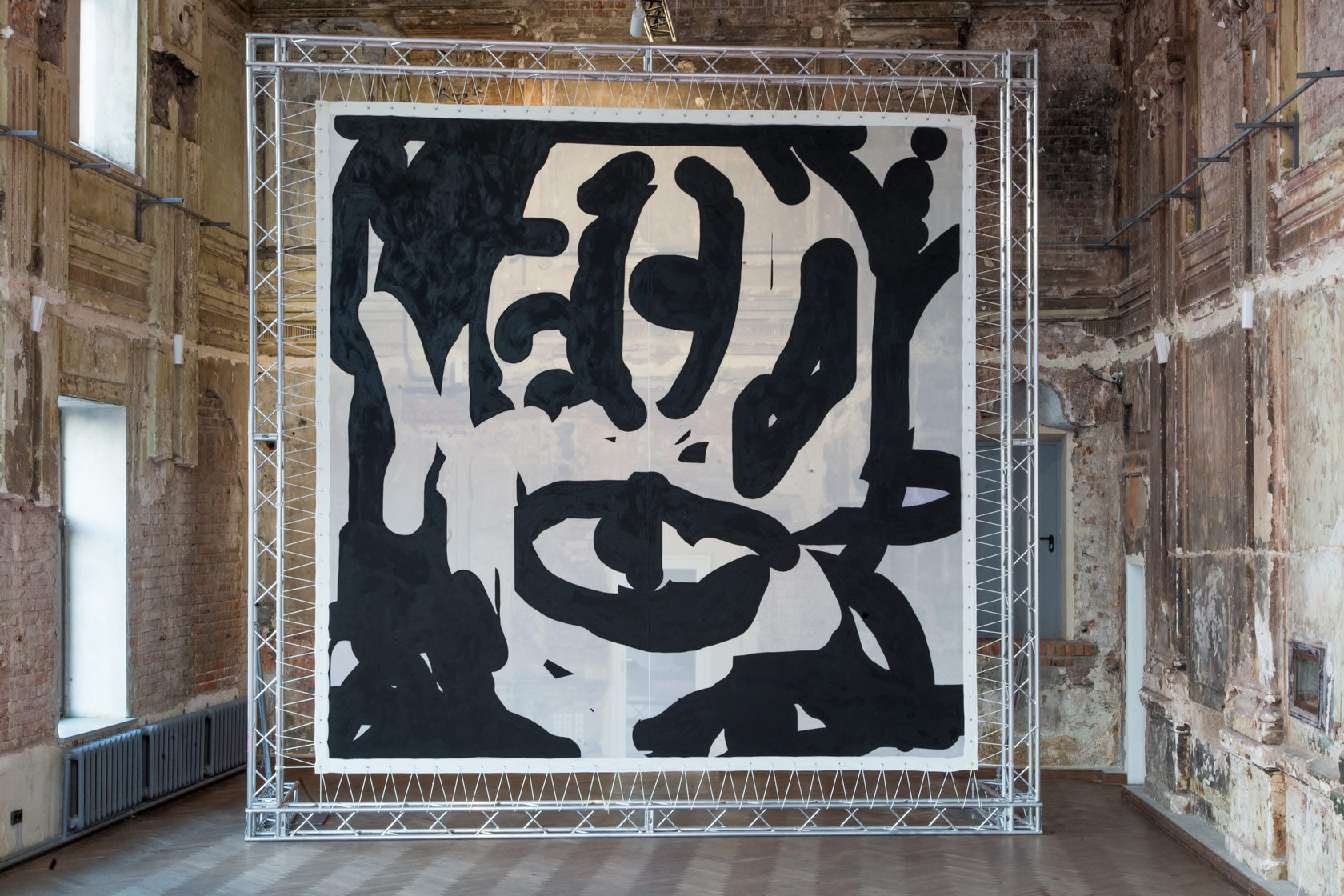
Объект "Broken face" на выставке "Адрес?" в галерее FUTURO
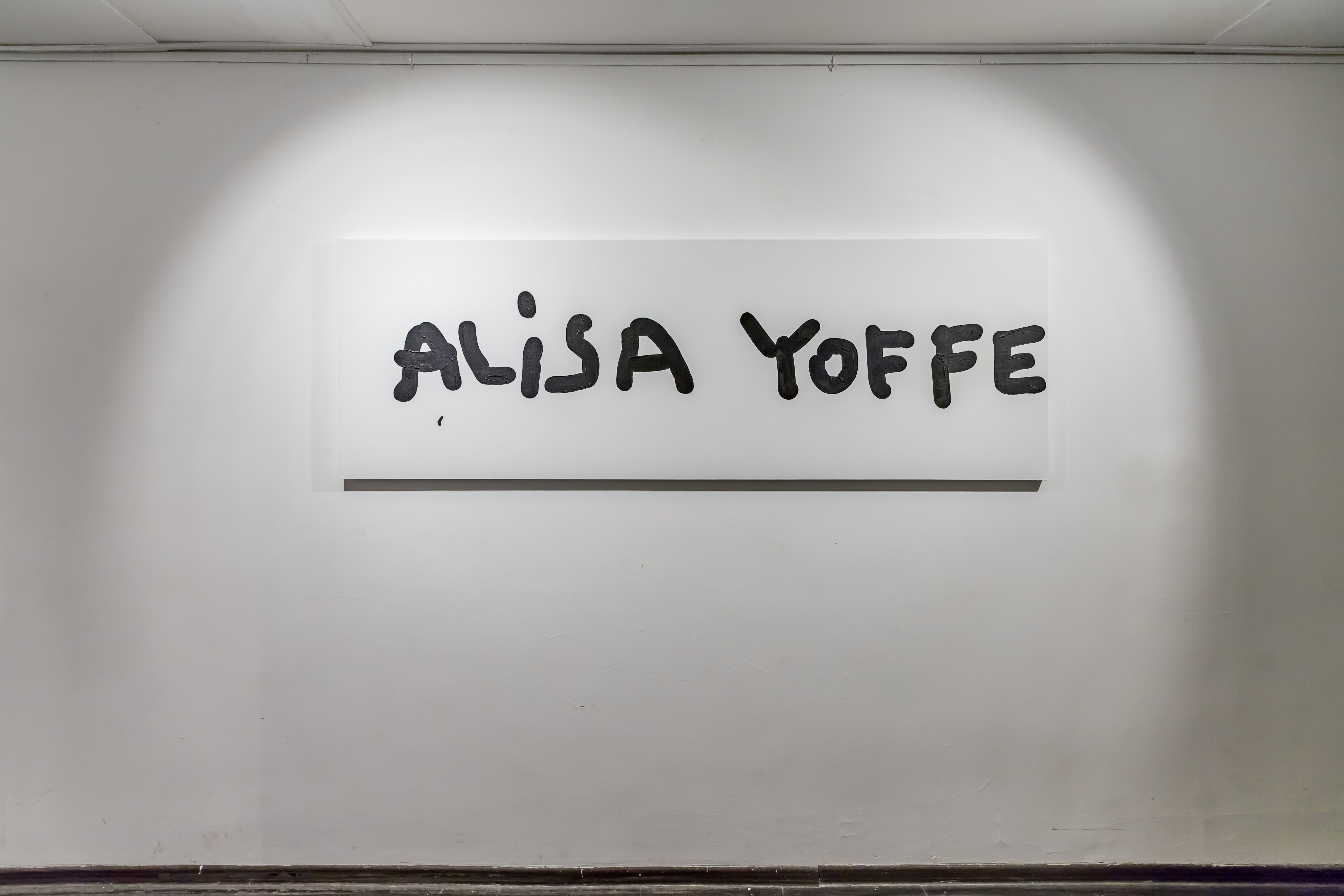
Выставка "Алиса Йоффе" в галерее "Триумф"
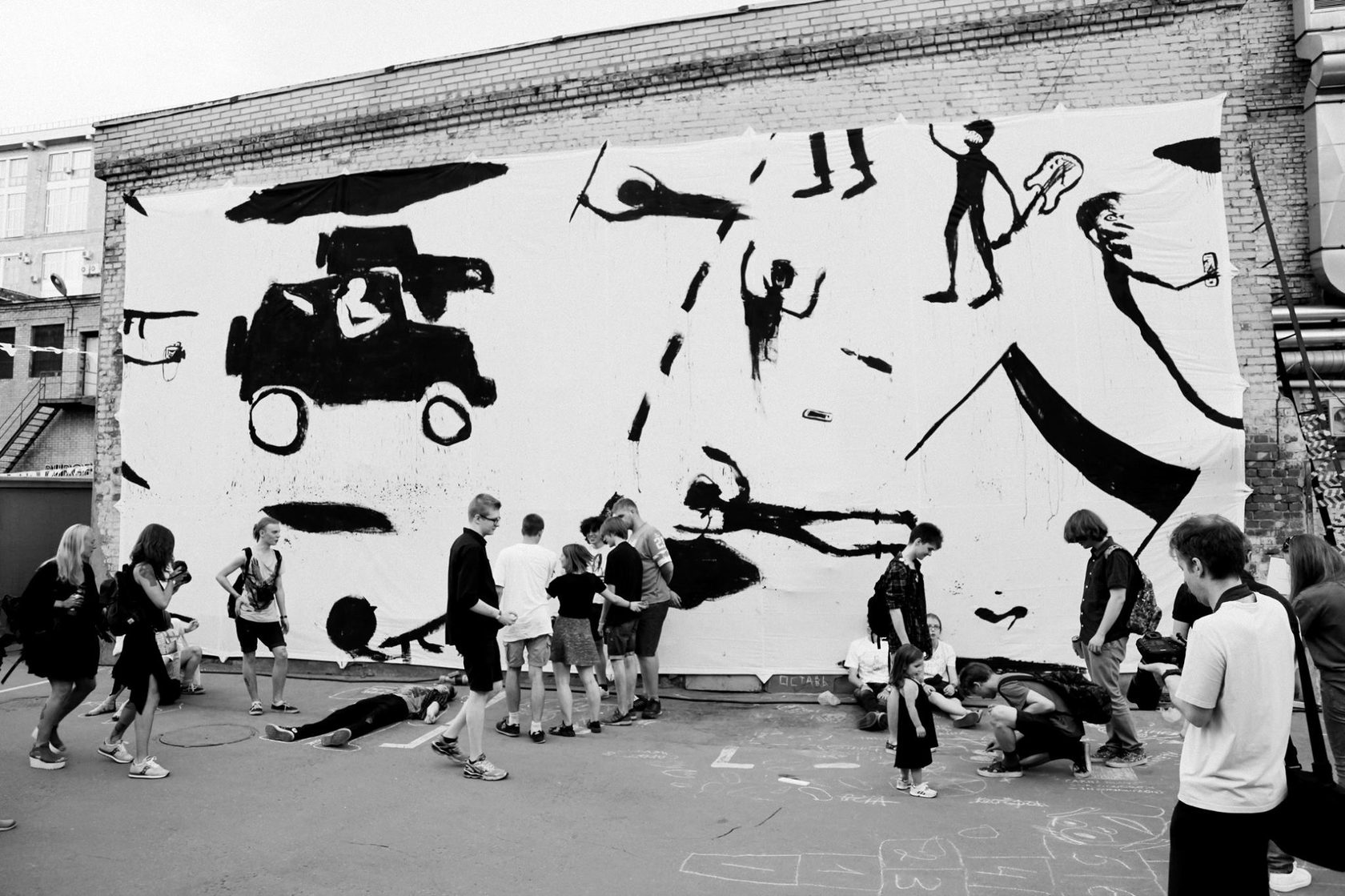
Фестиваль "Форма" (2018)
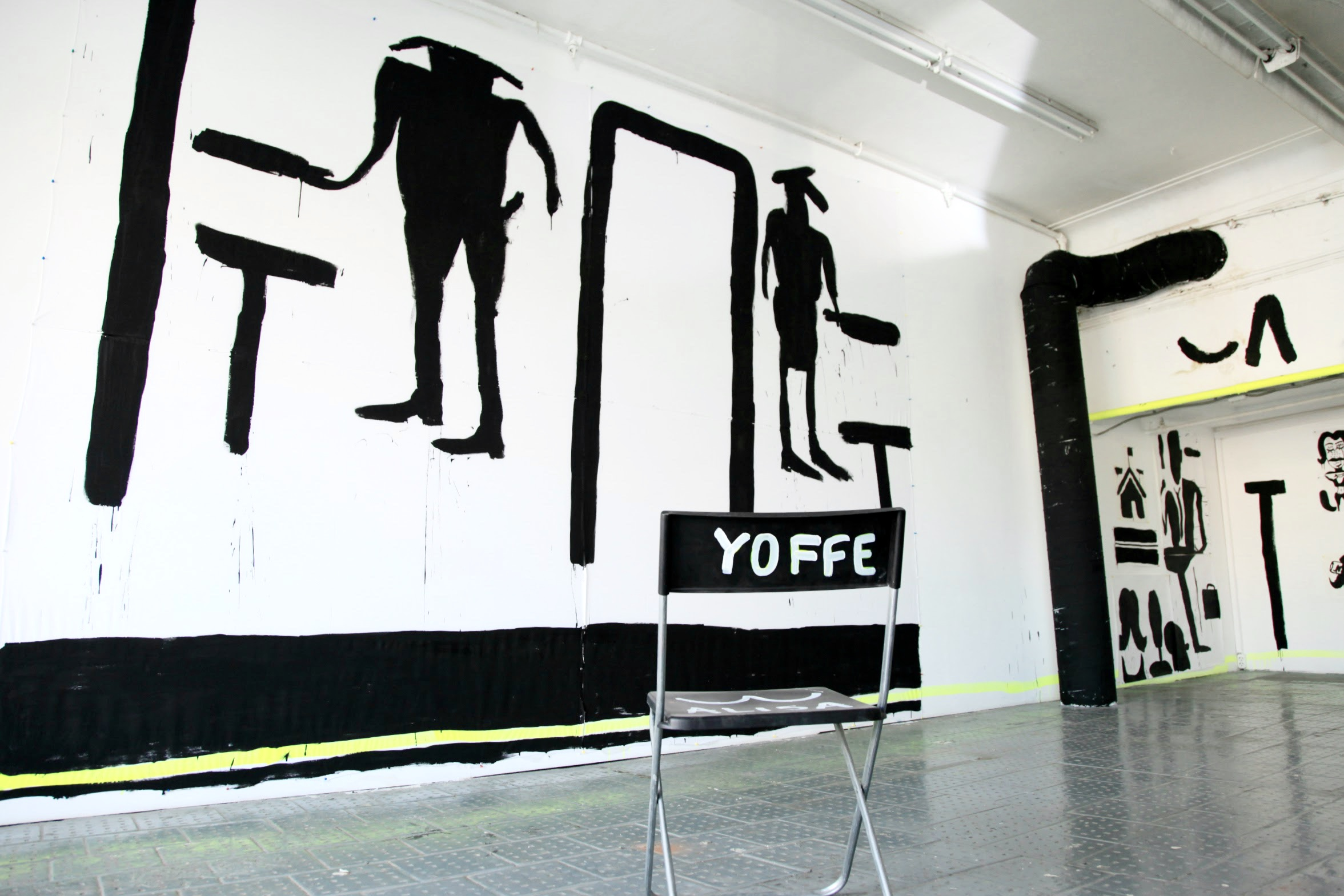
Вид выставки "Под мостовой - пляж!" (левая часть)
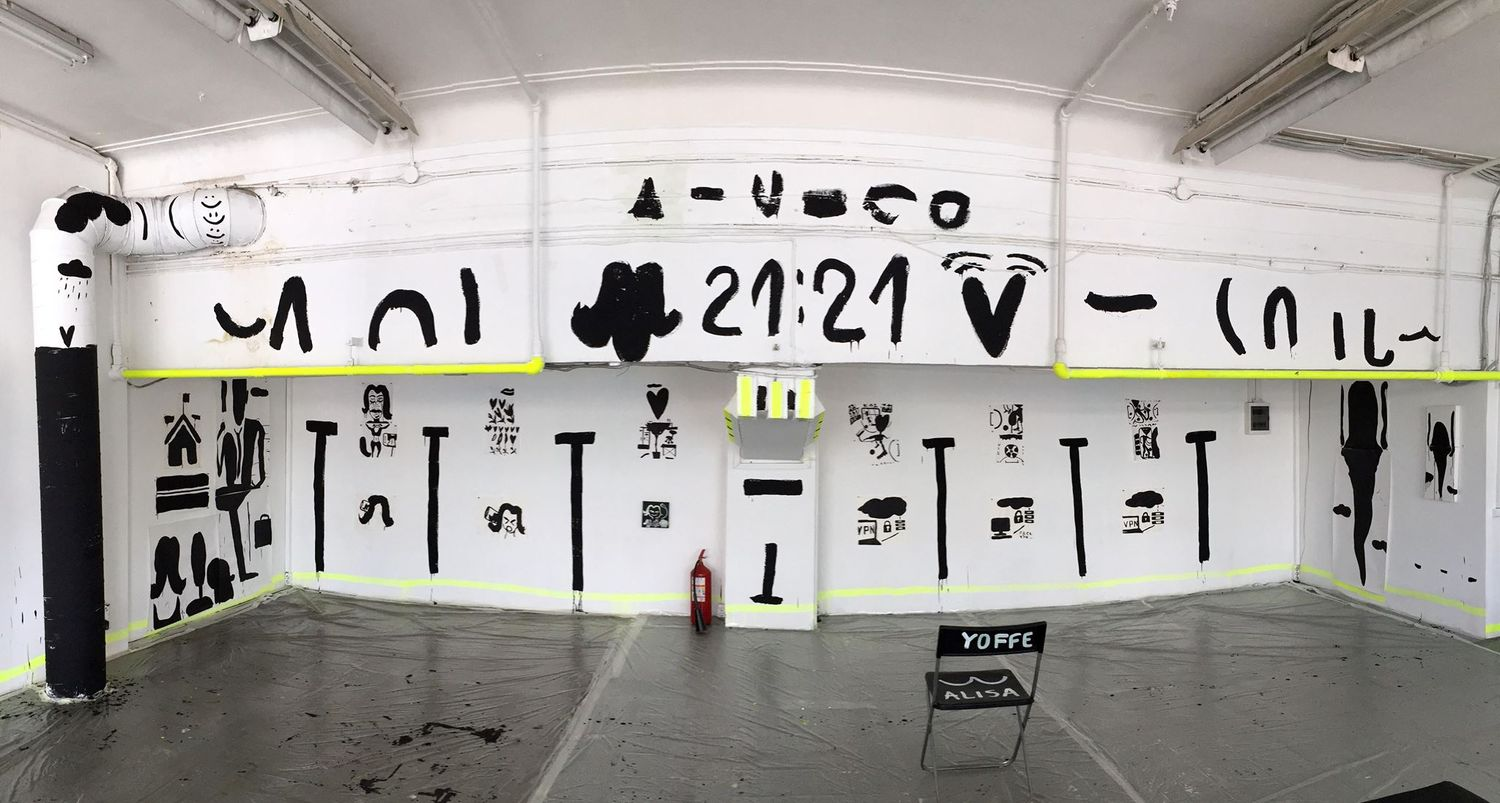
Вид выставки "Под мостовой - пляж!" (правая часть)
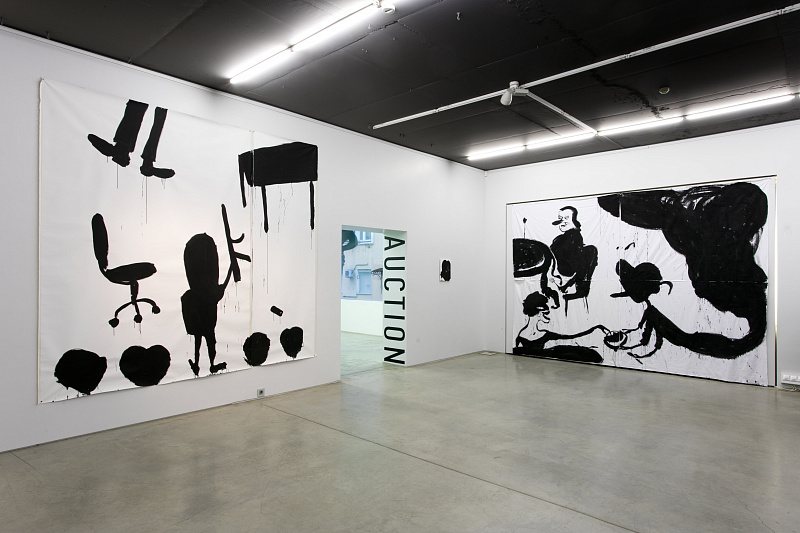
Выставка "Ярость" в музее ART4.RU
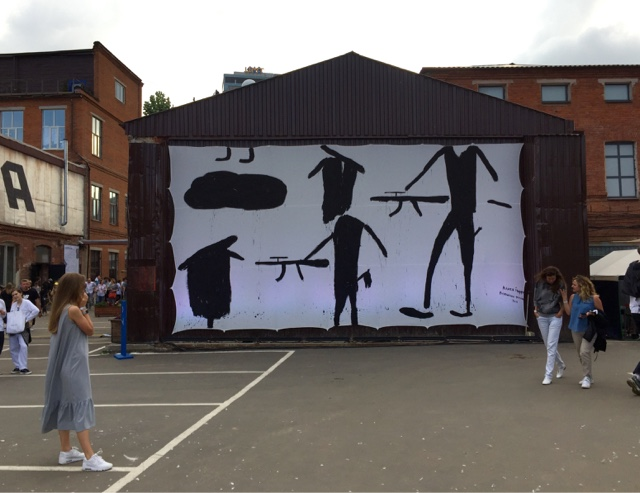
Фестиваль "Форма" (2016)
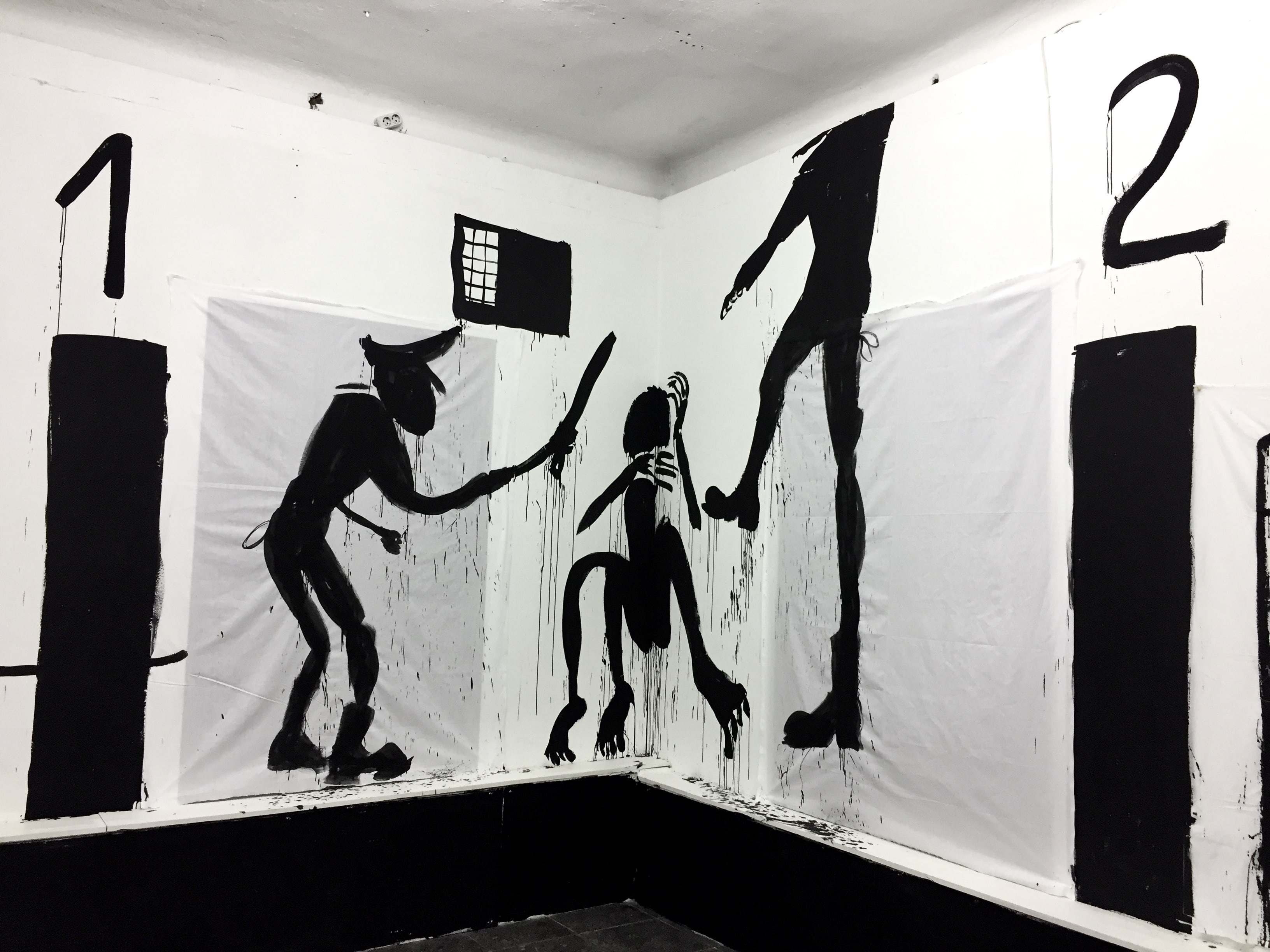
Выставка "Беспредел" в Воронежском центре современного искусства
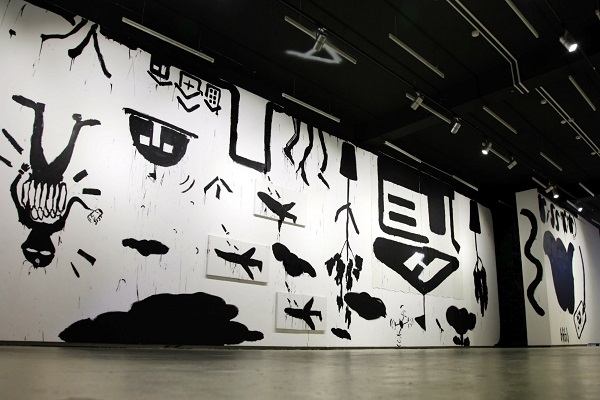
Выставка "Примирение Здесь!"  в галерее "Здесь на Таганке"
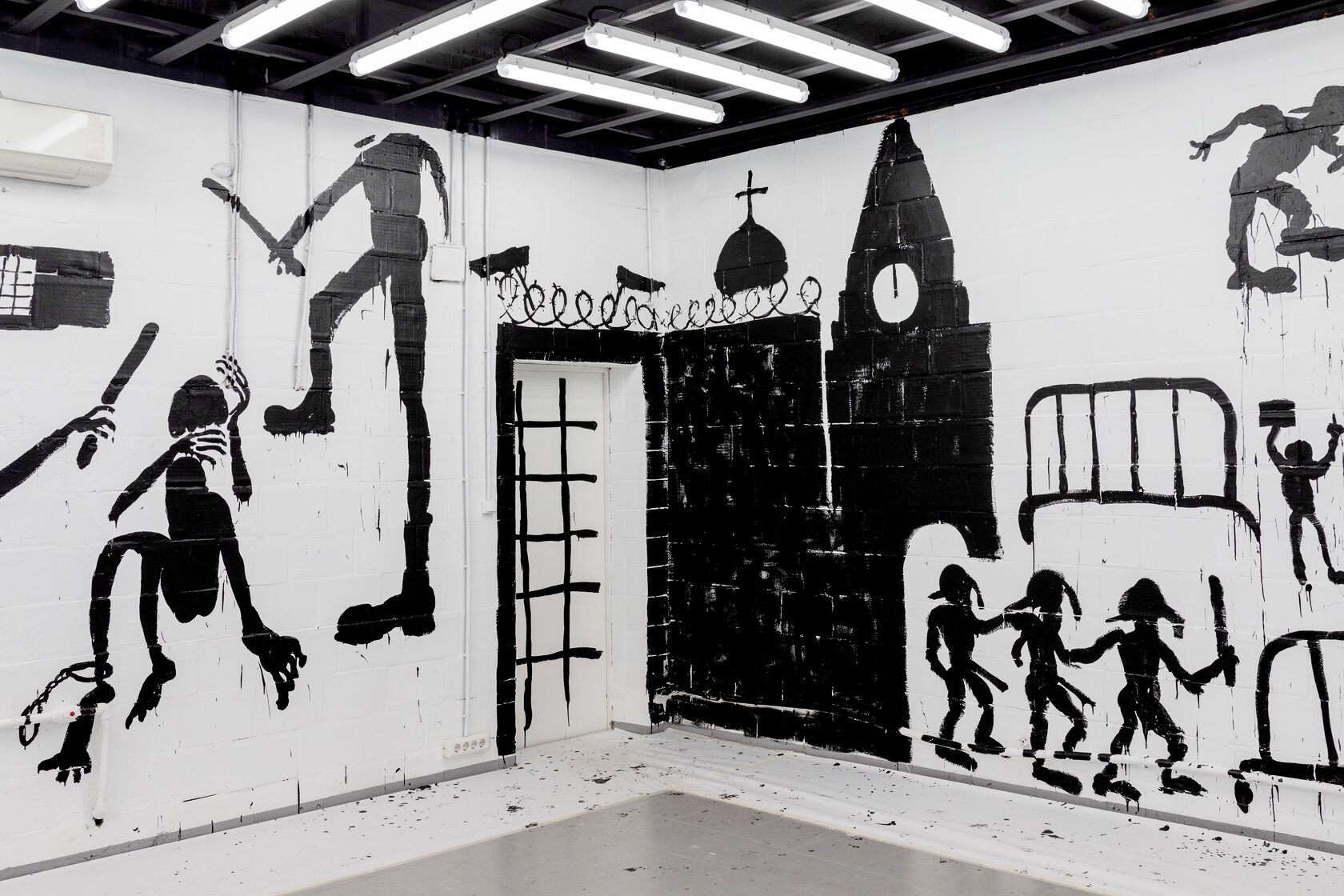
Проект "Лента новостей" в мастерской художницы в ЦТИ "Фабрика"
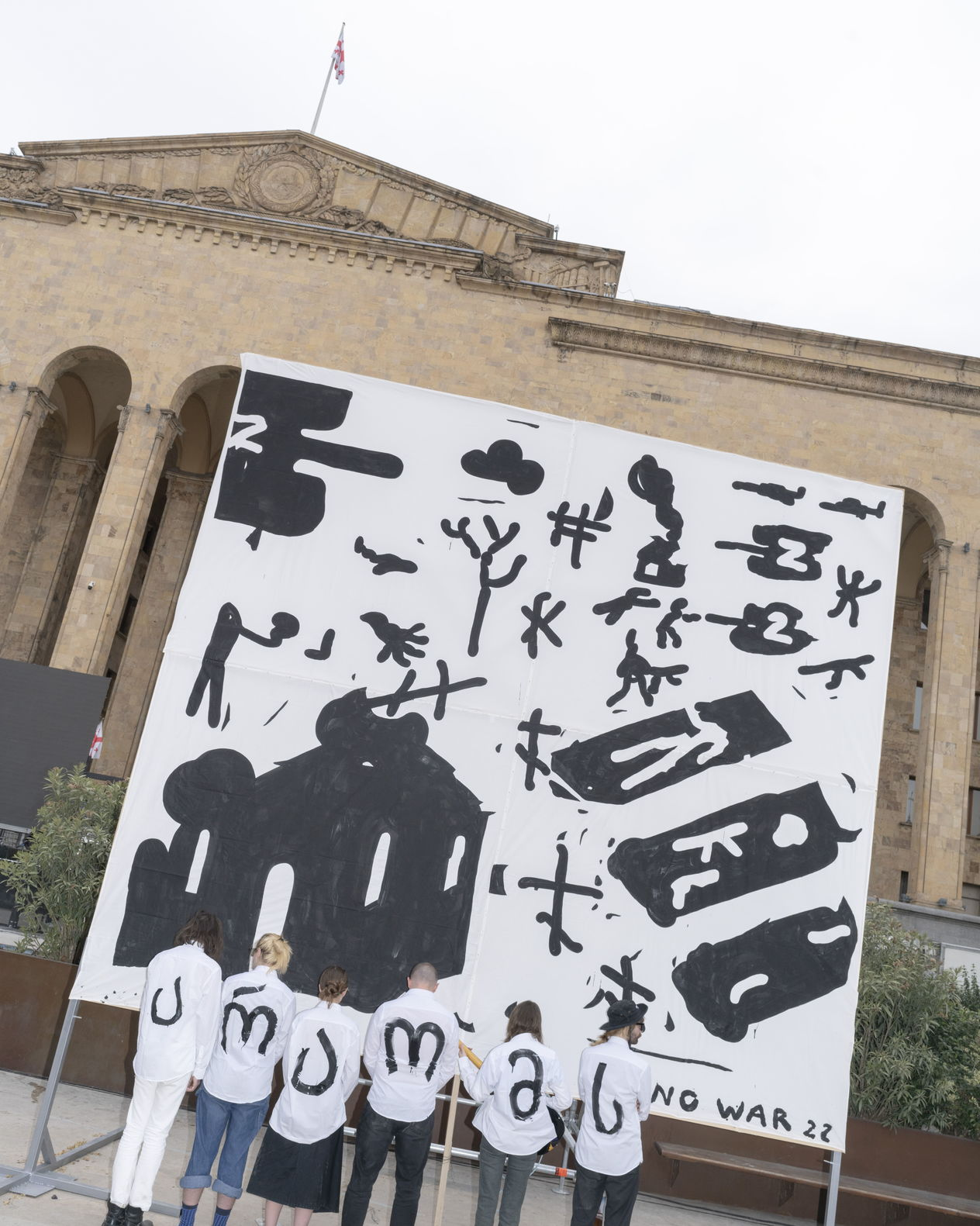
Протестная акция "No war" на площади перед Парламентом Грузии в Тбилиси

## Пресса
- Сергей Хачатуров. «Кочевье в зале роккоко». Arterritory, 2020
- Ольга Кабанова «Алиса Йоффе: Я рисунки воспринимаю как некие объекты», Art Newspaper Russia, март 2020
- Елена Зубченко «Искусство — это секс». Arttube.ru, 2020
- Мария Ласкина «Я официально обнажена». Aroundart, 2020
- Злата Лиман «У искусства нет конечной цели, поэтому оно влечет тех, кто удовлетворил свои первичные потребности». The WALL magazine, 2019
- Алиса Йоффе «Как выжить в Третьяковке». Artguide. 2019
- Валентин Дьяконов. «Под галереей — ностальгия. Йоффе vs. Чтак. Наоборот». Arterritory, 2018
- Kerstin Kellermann. «Alisa Yoffe: Russische Punks als Abdruck des Universums». Magazine SKUG. 2015
- Екатерина Фролова. "Алиса Йоффе: «Я не провокатор, а террорист». 365, 2015
- Дмитрий Берковский, Павел Чугунов. «Алиса Йоффе». Readymag, 2014
- Сергей Гуськов. «Алиса Йоффе и Игорь Мухин: Без заморочек». Aroundart, 2014